# HMS Blyth (J15)
Pour les autres navires du même nom, voir HMS Blyth.
Pour les articles homonymes, voir J15.
Le HMS Blyth (pennant number J15)  est un dragueur de mines de la Classe Bangor lancé pour la Royal Navy (RN) et qui a servi pendant la Seconde Guerre mondiale.

## Conception
Le Blyth est commandé dans le cadre du programme de la classe Bangor de 1939-40 le 6 juillet 1939 pour le chantier naval de Blyth Shipbuilding & Dry Docks Company Ltd à Blyth dans le Comté de Northumberland en Angleterre. La pose de la quille est effectuée le 11 juillet 1940, le Blyth est lancé le 2 septembre 1940 et mis en service le 17 juin 1941.
La classe Bangor doit initialement être un modèle réduit de dragueur de mines de la classe Halcyon au service de la Royal Navy,. La propulsion de ces navires est assurée par 3 types de motorisation: moteur diesel, moteur à vapeur à pistons double ou triple expansions et turbine à vapeur. Cependant, en raison de la difficulté à se procurer des moteurs diesel, la version diesel a été réalisée en petit nombre.
Les dragueurs de mines de classe Bangor version anglaise à moteur alternatif à vapeur déplacent 684 tonnes en charge normale. Afin de pouvoir loger les chaufferies, ce navire possède des dimensions plus grandes que les premières versions à moteur diesel avec une longueur totale de 58 mètres LHT, une largeur de 8,69 mètres et un tirant d'eau de 3,2 mètres. Ce navire est propulsé par 2 moteurs alternatifs verticaux à triple expansions alimentés par 2 chaudières à tubes d'eau à 3 tambours Admiralty et entraînant deux arbres d'hélices. Les moteurs développent une puissance de 2 400 chevaux-vapeur (1 790 kW) et atteignent une vitesse maximale de 16 nœuds (30 km/h). Le dragueur de mines peut transporter un maximum de 163 tonnes de fioul qui lui donne un rayon d'action de 2 800 milles nautiques (5 200 kilomètres) à 10 nœuds (19 km/h).
Leur manque de taille donne aux navires de cette classe de faibles capacités de manœuvre en mer, qui seraient même pires que celles des corvettes de la classe Flower. Les versions à moteur diesel sont considérées comme ayant de moins bonnes caractéristiques de maniabilité que les variantes à moteur alternatif à faible vitesse. Leur faible tirant d'eau les rend instables et leurs coques courtes ont tendance à enfourner la proue lorsqu'ils sont utilisés en mer de face.
Les navires de la classe Bangor sont également considérés comme exiguës pour les membres d'équipage, entassant plus de 60 officiers et matelots dans un navire initialement prévu pour un total de 40 hommes.
Les Bangors équipés de moteur à vapeur à pistons double ou triple expansions sont armés d'un canon anti-aérien QF de 12 livres (7,62 cm) et d'un canon AA QF de 2 livres (4 cm) ou d'un quadruple affût pour la mitrailleuse Vickers .50. Sur certains navires, le canon de 2 livres est remplacé par un canon AA Oerlikon de 20 mm simple ou double, tandis que la plupart des navires sont équipés de quatre affûts Oerlikon simples supplémentaires au cours de la guerre. Pour les missions d'escortes, leur équipement de dragage de mines peuvent être échangé contre une quarantaine de grenades sous-marines.

## Histoire

### Seconde Guerre mondiale
Le 16 janvier 1944, le Wedgeport participe à des exercices de lutte anti-sous-marine sous la conduite du sous-marin de Classe River HMS Clyde (N12) au large de Plymouth accompagné de son sister ship HMS Peterhead (J59). Le lendemain, ils sont rejoints par les destroyers d'escorte de la classe Hunt HMS Melbreak (L73) et HMS Tanatside (L69) pour la poursuite de ces exercices.

### Après-guerre
Le Blyth est vendu le 25 mai 1948 pour devenir le navire marchand Radbourne; sa conversion n'a jamais été complète; et il est mis au rebut.

### Participation auxconvois
Le Blyth a navigué avec les convois suivants au cours de sa carrière:
1. Convoi CW 205
2. Convoi WN 293

### Commandement
- Commander (Cdr.) (en retraite) Grenville Mathias Temple (RN) du 14 janvier 1941 au 31 mars 1942
- Commander (Cdr.) Lionel James Spencer Ede (RN) du 31 mars 1942 au 9 octobre 1942
- T/A/Lieutenant Commander (T/A/Lt.Cdr.) Walter Robert Stanley Smith (RNVR) du 9 octobre 1942 au 27 mars 1945
- T/A/Lieutenant Commander (T/A/Lt.) Reginald Hewitt King Bartley (RNR) du 27 mars 1945 au 23 novembre 1945

Notes:
RN: Royal Navy
RNR: Royal Naval Reserve
RNVR: Royal Naval Volunteer Reserve